# James Phelan (Politiker)

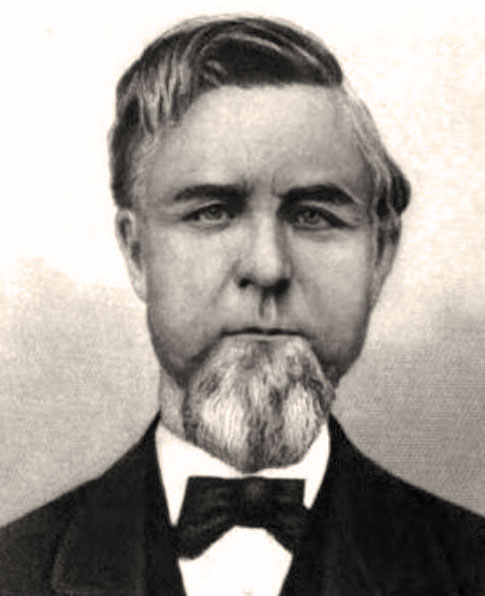
James Phelan

James Phelan (* 11. Oktober 1821 in Huntsville, Alabama; † 17. Mai 1873) war ein US-amerikanischer Politiker. Er vertrat den Staat Mississippi während des Sezessionskrieges als Senator im Konföderiertenkongress.
Phelans politische Laufbahn begann unmittelbar vor Ausbruch des Bürgerkrieges, als er im Jahr 1860 in den Senat von Mississippi gewählt wurde. Nach Kriegsbeginn erfolgte 1861 die Wahl in den ersten Konföderiertenkongress, dem er als Senator vom 18. Februar 1862 bis zum 17. Februar 1864 angehörte. Im zweiten Konföderiertenkongress nahm John William Clark Watson seinen Sitz im Senat ein.
Nach Kriegsende war James Phelan nicht mehr politisch tätig. Er starb 1873 und wurde in Aberdeen (Mississippi) beigesetzt. Sein Sohn James war von 1887 bis 1891 demokratischer Abgeordneter im US-Repräsentantenhaus, wo er den Staat Tennessee vertrat.